# Come On Over
Come On Over је трећи албум канадске кантри певачице Шанаје Твејн издат 1997. године.

## Списак песама
1. -{You're Still the One – 3:32
2. When – 3:37
3. From This Moment On – 4:51
4. Black Eyes, Blue Tears – 3:36
5. I Won't Leave You Lonely – 4:06
6. I'm Holdin' on to Love – 3:26
7. Come on Over – 2:53
8. You've Got a Way – 3:19
9. Whatever You Do! Don't! – 3:48
10. Man! I Feel Like a Woman! – 3:53
11. Love Gets Me Every Time – 3:32
12. Don't Be Stupid – 3:33
13. That Don't Impress Me Much – 3:58
14. Honey, I'm Home – 3:33
15. If You Wanna Touch Her, Ask! – 4:13
16. Rock This Country!}- – 4:26